# Silvestro Landino
Silvestro Landino, o Landini (Malgrate Lunigiana, 1503 – Bastia, 3 marzo 1554), è stato un gesuita italiano.

## Biografia
Iniziò il suo apostolato affiancando il vescovo di Modena nella visita pastorale della sua diocesi preoccupandosi di individuare, specialmente tra il clero, i seguaci delle dottrine protestanti: ebbe però modo di rendersi conto che la massa della popolazione, soprattutto nelle campagne e nelle zone montane, era immersa in culture e credenze estranee al cattolicesimo.
Si dedicò alle missioni popolari, specialmente tra la popolazione rurale dell'Emilia e della Toscana: nel 1552 papa Giulio III lo inviò, in qualità di commissario apostolico, in Corsica, dove da tempo mancavano vescovi.
Dai rapporti ai suoi superiori, emerge l'immagine di un basso clero impossibile da distinguere, per costumi e ignoranza, dai laici ("non ho ancora incontrato un sacerdote che sappia la forma [...] del sacramento dell'altare; [...] tutto il giorno vanno nella foresta a zappare et guadagnar il vitto per li suoi figlioli et concubine"). I laici, poi, ignoravano le più elementari verità della fede cristiana (non sapevano "quanti dei ci fossero" e "interrogati sul segno della croce, pochi lo facevano bene").
Per definire il mondo rurale, coniò l'espressione "Indie di quaggiù", bisognose di missionari che estirpassero l'idolatria, eliminassero le superstizioni e disciplinassero i comportamenti.